# Madre de Deus Sport Clube
Madre de Deus Sport Clube é um clube brasileiro de futebol de Madre de Deus, no estado da Bahia. Suas cores são azul, amarelo e branco. Foi fundado em 22 de janeiro de 2002 e, na temporada de 2008, conquistou o Campeonato Baiano da Segunda Divisão, assim subindo para a elíte do futebol baiano na temporada seguinte.

## Títulos
| ESTADUAIS | ESTADUAIS                   | ESTADUAIS | ESTADUAIS  |
|           | Competição                  | Títulos   | Temporadas |
| --------- | --------------------------- | --------- | ---------- |
|           | Campeonato Baiano - Série B | 1         | 2008       |